# Pohoří u Dobrušky
Pohoří (deutsch Pohorsch) ist eine Gemeinde im Okres Rychnov nad Kněžnou in Tschechien.

## Geographie

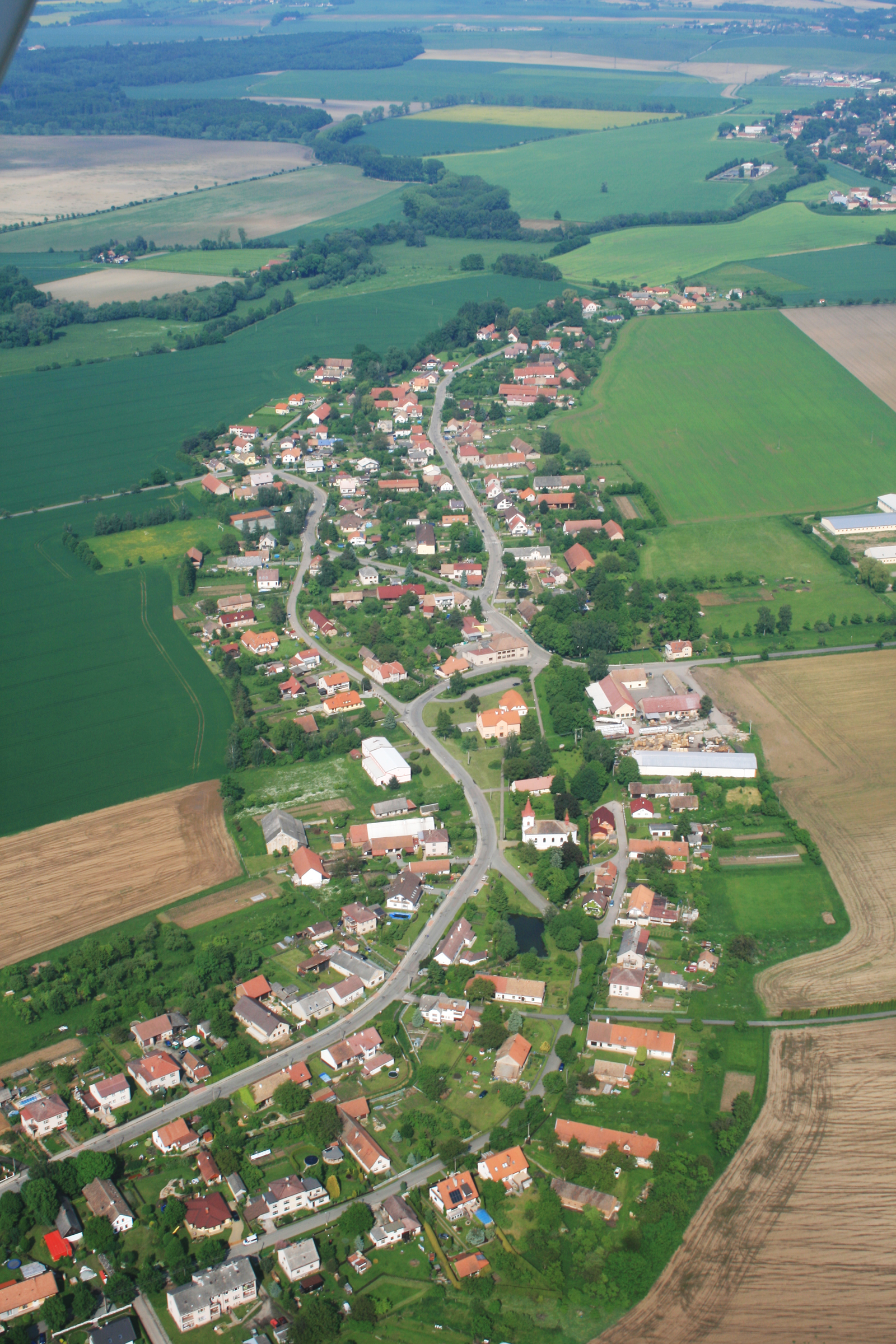
Luftbild Pohoří

Pohoří grenzt im Westen an České Meziříčí (Böhmisch Meseritsch), im Norden an Bohuslavice (Bohuslawitz), im Osten an Dobruška (Gutenfeld) und im Süden an Opočno (Opotschno). Das Gemeindegebiet wird im Norden und Westen vom Zlatý potok (Goldbach) umflossen.

## Sehenswürdigkeiten
- Johannes-der-Täufer-Kirche (kostel sv. Jana Křtitele)

## Verkehr
Im Ort befinden sich vier Bushaltestellen und ein Haltepunkt an der Bahnstrecke Choceň–Meziměstí.